# خرفه گل‌ریز
خرفه گل‌ریز (نام علمی: Claytonia parviflora) نام یک گونه از راسته میخک‌سانان است.